# Johannes Kaiser (político)
Johannes Maximilian Kaiser Barents von Hohenhagen (nacido como Johannes Maximilian Kaiser Barents; Santiago de Chile, 5 de enero de 1976) es un youtuber y político chileno de ascendencia alemana, fundador del Partido Nacional Libertario (PNL) y exmilitante del Partido Republicano (PLR). Ha sido descrito por varios medios como un político ultraconservador, populista, pinochetista, y de extrema derecha. Actualmente es precandidato a la presidencia de Chile para la elección de 2025. Se desempeña como diputado de la República desde marzo de 2022, en representación del distrito n.o 10 de la región Metropolitana de Santiago.
Se autodenomina como «reaccionario», y entre sus posturas resaltan su apoyo histórico al golpe de Estado de 1973, su rechazo a la Organización Mundial de la Salud (OMS), su postura crítica sobre las vacunas de COVID-19, su apoyo a las políticas contra la inmigración irregular en Chile y a favor de la tenencia de armas en Chile. Por otra parte, se define como paleolibertario, social-conservador, contrario al aborto y minarquista respecto del papel del Estado.

## Primeros años y vida personal

### Familia
Nació el 5 de enero de 1976 en Santiago de Chile, como el hijo mayor de Hans Christian Kaiser Wagner y Rosmarie Angelika Barents Haensgen, ambos germano-chilenos. Su abuelo paterno fue Friedrich Ernst Kaiser Richter, un militante socialdemócrata que llegó como refugiado desde Wurtemberg a Chile en 1936, tras el ascenso de Adolf Hitler al poder. En 1939 se casó con Rosmarie Wagner Schilling, hija mayor de una connotada familia germano-chilena ligada a la colonización europea de la Araucanía.
Su abuelo fue el primer Kaiser en dedicarse a la política, se asentó en Villarrica, al sur del país, y llegó a ejercer como el 9.o alcalde de la ciudad entre 1956 y 1957. Mientras que su padre, empresario y abogado, también tuvo una efímera carrera política, primero como dirigente de la juventud del Partido Nacional (PN) y en 2001 como candidato a diputado por la UDI.
Sus padres se divorciaron en 1995, previo a ello, Rosemarie cambió su apellido de Barents a Barents-Von Hohenhagen y, en consecuencia, el de sus seis hijos. Sus cinco hermanos son: Vanessa Olimpia (columnista, política y youtuber, que posee un magíster y un doctorado en filosofía, y un doctorado en ciencias políticas; fue además, concejala de la comuna santiaguina de Las Condes entre 2021 y 2022), Axel (abogado, académico, escritor y columnista, conocido por su defensa de los principios de la escuela austriaca de economía), Leif Magnus (ingeniero comercial de la Universidad Diego Portales y empresario, quien funge como líder de la Asociación Chilena del Rifle), Max Oliver (abogado de la Universidad del Desarrollo) y Etzel Wilhelm (licenciado en administración y dirección de empresas de la Universidad de Múnich, Alemania, y máster en blockchain y criptoactivos de la Universidad de Basilea, Suza).

### Formación y empleos
En sus primeros años de formación escolar, estuvo en varios colegios, entre ellos el Colegio Alemán Sankt Thomas Morus, el Colegio Alemán de Santiago, el de Villarrica y el de Temuco a medida que se mudaba entre dichas ciudades. Terminó sus dos últimos años de enseñanza media en la Escuela Militar del Libertador Bernardo O'Higgins. En 1995 se matriculó en la carrera de derecho en la Universidad Finis Terrae de Santiago, que no terminó. Luego viajó a Alemania para estudiar en la Universidad de Heidelberg, estudios que tampoco concluyó.
Posteriormente, se fue a vivir a Innsbruck (Austria), donde se desempeñó en distintas actividades laborales, como camarero, recepcionista de hotel, obrero de la construcción, vendedor de automóviles nuevos y también de segunda mano, administrador de restaurante y periodista deportivo autónomo para el club de fútbol Wacker Innsbruck, entre otros trabajos temporales.
Según su biografía, cursó asignaturas de distintas carreras, como ciencias políticas, filosofía, sociología, economía, historia y derecho en la Universidad de Innsbruck, sin terminar ninguna de las carreras cursadas. Esta misma institución señaló en abril de 2022 que solamente estuvo matriculado en tres carreras: ciencias políticas (2001-2015), historia (2001-2004) y derecho (2014-2019), añadiendo que no se tituló en ninguna de ellas.

### Matrimonio, relaciones e hijos
En 2022 contrajo matrimonio con Ivette Avaria Vera, quien por entonces era asesora de la Unión Demócrata Independiente (UDI), a quien conoció ese mismo año, y con quien tuvo una hija Helena Josefina, nacida en 2023. Tiene además dos hijos previos a dicho matrimonio.
En el ámbito religioso, se declara como cristiano ortodoxo.

## Carrera política

### Militancia UDI
Previamente al activismo, fue miembro de la UDI hasta su renuncia basada en el rechazo a los cambios ideológicos en el rumbo del partido.

### 2013-2021: activismo digital
En septiembre de 2013 creó «El Nacional-Libertario» (originalmente con otro nombre), su canal en YouTube donde tiene más de 100 mil suscriptores. A través de esta plataforma emite un programa político desde noviembre del año 2016, y publicó el documental que el mismo realizó, sobre la historia familiar del ex brigadier del Ejército, Miguel Krassnoff Martchenko, llamado «Los cosacos y Miguel Krassnoff: la historia no contada».
En 2017 se acercó al político José Antonio Kast por quien hizo campaña en las redes sociales y en 2019 comenzó a militar en el partido político fundado por este, el Partido Republicano.

### Periodo parlamentario

#### 2022-2024: Partido Republicano
En 2021 retornó a Chile para presentarse como candidato a diputado en las elecciones parlamentarias por el Partido Republicano en el distrito n.º 10 de la región Metropolitana. Obtuvo 26 709 votos, resultando electo. 
El 24 de noviembre, tres días después de las elecciones y en el contexto de la campaña de la segunda vuelta presidencial, José Antonio Kast anuncia que Johannes Kaiser sería pasado al tribunal supremo del Partido Republicano, para evaluar su permanencia, debido a la polémica que surgió luego de que se hiciera viral el extracto de su video donde criticaba el voto femenino.
El 11 de marzo de 2022 asume como diputado. Logrando integrar las comisiones permanentes de Derechos Humanos y Pueblos Originarios; Defensa Nacional; Gobierno Interior y Regionalización; y Ética y Transparencia. Se mantuvo en la bancada del Partido Republicano como independiente, a pesar de haber renunciado al partido.
El 9 de septiembre de 2022 se anunció su regreso al Partido Republicano.
En el plebiscito constitucional de 2023, el diputado Kaiser anunció su voto por la opción «En Contra», pero recalcando que no haría campaña por respeto al partido (cuya directiva optó por la opción «A Favor»), lo cual cumplió.
Posteriormente el partido sancionó al diputado, apartándolo de las comisiones legislativas por haber explicitado su voto contrario a la opción adoptada por la directiva del partido, lo que motivó su segunda renuncia al partido el 9 de enero de 2024, previamente comunicada al presidente de la colectividad el 2 de enero.

#### 2024-presente: Partido Nacional Libertario y precandidatura presidencial
El 19 de febrero de 2024 anunció en Radio Agricultura sus intenciones de ser precandidato presidencial, estando en ese entonces dispuesto a participar en las hipotéticas primarias opositoras de 2025, lo cual descartó en enero de 2025 a raíz de su descontento con la reforma de pensiones apoyada por la coalición de centroderecha, Chile Vamos. Asimismo, finalmente desestimó una primaria con Republicanos y el Partido Social Cristiano debido al interés de estos tres actores por ir directamente a primera vuelta.
El 7 de junio de 2024 reunió las firmas para inscribir el Partido Nacional Libertario ante el Servicio Electoral de Chile (Servel), hecho que oficializó el día 12 del mismo mes. Los diputados Gonzalo de la Carrera y Gloria Naveillán se convirtieron en miembros fundadores del partido a quienes se sumaron Cristóbal Urruticoechea Ríos, Leonidas Romero Sáez y Cristián Labbé Martínez, siendo en total seis diputados. El partido anunció un preacuerdo de pacto parlamentario con los partidos Republicano y Social Cristiano para ir en una lista única denominada «Nueva Derecha».
Dentro de sus propuestas como candidato están revivir el proyecto de HidroAysén y traer de vuelta las micros amarillas. Poco después de las primarias presidenciales de Unidad por Chile, donde ganó la candidata comunista Jeannette Jara, declaró en el programa televisivo De frente que el Partido Comunista debería prohibirse y que si se dieran las mismas condiciones apoyaría un golpe de Estado como el del 11 de septiembre de 1973. En el mismo programa, expresó sus intenciones de darle arresto domiciliario a los reos del Penal de Punta Peuco, y dejar de financiar el Instituto Nacional de Derechos Humanos y la Fundación Salvador Allende.
El 14 de agosto de 2025 inscribió oficialmente su candidatura presidencial en el Servel, esperando la ratificación por parte del organismo electoral.

## Controversias

### Acusaciones de misoginia
En 2018, criticó sarcásticamente el sufragio de las mujeres que votan por partidos pro inmigración, en el contexto de las agresiones sexuales perpetradas en Alemania en 2015 y 2016, siendo calificado como «misógino» por aquello, ante esto, el diputado electo anunció su renuncia a la colectividad. Años después explicaría que no ridiculizó el voto femenino sino que era una crítica de las personas que votan «contra de sus propios intereses».
En 2021, cuando fue elegido diputado por el distrito 10, se popularizaron sus dichos en los que ridiculizaban a las mujeres víctimas de violencia sexual y donde aseguraba que los violadores de mujeres feas se merecían «una medalla». Los dichos promovieron la presentación de un proyecto de ley para sancionar la apología de la violencia sexual hacia las mujeres.
En julio de 2025, al retomar el tema durante su campaña presidencial, Kaiser reconoció que sus palabras tuvieron un costo político, aunque insistió en que fueron sacadas de contexto. Afirmó que no pretendía negar el derecho al voto femenino, enfatizando: “Hay que estirar mucho el chicle para decir que yo les quería quitar el derecho a voto a las mujeres.” Además, expresó su rechazo a lo que considera una versión “tóxica” del feminismo contemporáneo en Chile, argumentando que no se trata de cuestionar derechos, sino de una “ideología distorsionada” que presupone culpabilidad hacia los hombres.

### Declaraciones sobre víctimas del Caso Pisagua (2021)
En 2021, durante una transmisión en su canal de YouTube, Kaiser afirmó que las personas ejecutadas en el marco del Caso Pisagua estuvieron «bien fusiladas» y que en Chile “se fusiló poco”, declaraciones que generaron amplio rechazo público y político. Sus dichos motivaron una querella por injurias presentada por familiares de las víctimas, quienes lo acusaron de justificar crímenes de lesa humanidad. La Corte de Apelaciones de Santiago acogió la acción judicial y ordenó el retiro de los videos donde profirió tales expresiones, imponiéndole además una multa.

### Declaraciones sobre vacunas (2025)
El 31 de marzo de 2025, Kaiser afirmó en una entrevista en Estado Nacional de TVN, que en Chile se administran "72 dosis en total" dentro del calendario de vacunación, sugeriendo que las vacunas “funcionan con metales pesados para fijarse al cuerpo” y cuestionando la obligatoriedad del programa de inmunización.  Aunque aclaró que no es “antivacuna” y mencionó que él personalmente recibió dos dosis contra el COVID-19, añadió: “Creo que tendríamos que analizar seriamente el programa de vacunación, cuanto menos, el obligatorio”. Posteriormente, rectificó la cifra señalando que esas “72 dosis” corresponden a Estados Unidos y podrían referirse al total aplicado a lo largo de la vida, no específicamente en la infancia ni en Chile.
Las declaraciones generaron una fuerte reacción desde el Gobierno. La ministra vocera, Aisén Etcheverry, calificó sus dichos como "preocupantes" y un "retroceso" provocando la instauración de mentiras sobre una política pública respaldada por evidencia científica que salva vidas. La presidenta del Comité Asesor en Vacunas y Estrategias de Inmunización (CAVEI), Vivian Luchsinger, repudió públicamente los dichos de Kaiser el 11 de abril de 2025. Calificó lo expresado por el precandidato como “terrible y lamentable”, señalando que provenía de “personas con un nivel de ignorancia increíble” y advirtió que difundir información falsa genera “susto y confusión”. Añadió que las vacunas no contienen metales pesados, y recordó que la desinformación en torno a la vacunación ha tenido consecuencias graves en Estados Unidos, incluyendo muertes por sarampión en grupos antivacunas.

### Declaraciones sobre apoyo a un nuevo golpe de Estado (2025)
En julio de 2025, durante una entrevista en contexto de las candidaturas presidenciales, en el programa De Frente de Mega conducido por Tomás Mosciatti, Kaiser afirmó que apoyaría un nuevo golpe de Estado “sin duda, absolutamente” si se repitieran las condiciones de 1973, refiriéndose especialmente al contexto de la época. No obstante, intentó matizar su postura señalando que ciertos factores deben darse para justificar la vía armada: que la Corte Suprema declare al presidente fuera de la ley, que la Contraloría lo acuse y que el Congreso pida la intervención de las Fuerzas Armadas —condiciones que, según él, constituyen un escenario similar al ocurrido aquel año.
Estas declaraciones generaron rechazo en diversos sectores políticos y organizaciones de derechos humanos. Se acusó al precandidato de fomentar el negacionismo y de poner en riesgo la convivencia democrática. La diputada Lorena Fríes, calificó sus dichos como una negación del sufrimiento de numerosas familias, y que "alguien así no puede ser candidato a la presidencia". Por otro lado, el diputado Luis Cuello y la diputada Camila Musante impulsaron acciones ante el Servel y la Comisión de Ética de la Cámara de Diputadas y Diputados, argumentando que su discurso infringía los principios democráticos establecidos en la ley de partidos políticos.

## Historial electoral
| Año  | Tipo                      | Territorio    | Pacto                   | Partido | Votos  | %    | Resultado |
| ---- | ------------------------- | ------------- | ----------------------- | ------- | ------ | ---- | --------- |
| 2021 | Parlamentarias a diputado | 10.º distrito | Frente Social Cristiano | PRCh    | 26 610 | 5.82 | Diputado  |